# Thiago Soares Alves
Thiago Soares Alves (* 26. Juli 1986 in Porto Alegre) ist ein brasilianischer Volleyballspieler.

## Karriere
Alves war sportlich zunächst im Judo, Fußball und Basketball aktiv. 1996 begann er seine Volleyball-Karriere bei Grêmio Naútico União. Er gewann mehrere Titel in Nachwuchs-Wettbewerben. 2002 wurde der Außenangreifer erstmals in die brasilianische Junioren-Nationalmannschaft berufen, mit der er im folgenden Jahr Weltmeister wurde. 2003 wechselte er außerdem zu Bento Vôlei Gonçalves. Mit seinem neuen Verein gewann er 2004 die brasilianische Meisterschaft. Nach einer Saison bei AOLE São Leopoldo kehrte Alves 2005 zu Bento Vôlei. 2006/07 spielte er bei EC Unisul. 2007 gab er sein Debüt in der A-Nationalmannschaft, mit der er im gleichen Jahr die Weltliga gewann. Anschließend wurde er von Cimed Florianópolis verpflichtet. Mit Cimed wurde er 2008 und 2009 brasilianischer Meister. Mit der Nationalmannschaft war er 2009 wieder in der Weltliga erfolgreich und gewann außerdem die Südamerikameisterschaft. 2010 folgte sein dritter Titel in der Weltliga. Der Außenangreifer wechselte für eine Saison zu SESI São Paulo. 2011 verteidigte Brasilien mit Alves den Titel in der kontinentalen Meisterschaft und gewann die Panamerikanischen Spiele. Alves wechselte erstmals ins Ausland zum japanischen Erstligisten Panasonic Panthers. Mit dem Verein gewann er 2012 den Emperor’s Cup und die nationale Meisterschaft. Bei den Olympischen Spielen in London gewann er mit Brasilien die Silbermedaille.